# Park Ki-ho
Park Ki-ho (kor. 박기호; * 24. November 1964) ist ein ehemaliger südkoreanischer Skilangläufer.

## Werdegang
Park startete international erstmals bei den Olympischen Winterspielen 1984 in Sarajevo. Dort belegte er den 62. Platz über 15 km und den 60. Rang über 30 km. Im folgenden Jahr lief er bei den nordischen Skiweltmeisterschaften in Seefeld in Tirol auf den 79. Platz über 15 km und auf den 64. Rang über 30 km. Anfang März 1986 holte er bei den Winter-Asienspielen in Sapporo die Silbermedaille mit der Staffel. Bei den Olympischen Winterspielen 1988 in Calgary kam er auf den 55. Platz über 30 km klassisch, auf den 54. Rang über 15 km klassisch und auf den 50. Platz über 50 km Freistil. Zusammen mit Hong Kun-pyo, Cho Sung-hoon und Jun Jeung-hae errang er dort den 15. Platz in der Staffel. Im folgenden Jahr belegte er bei den nordischen Skiweltmeisterschaften in Lahti den 50. Platz über 30 km klassisch und den 36. Rang über 15 km klassisch. Seine letzten internationalen Rennen absolvierte er bei den Winter-Asienspielen 1990 in Sapporo. Dort gewann er erneut die Silbermedaille mit der Staffel.